# Māris Verpakovskis
 Māris Verpakovskis  (Liepāja, 1979. október 19. –) lett válogatott labdarúgó, hazája válogatottjának gólrekordere.

## Pályafutása

### Klubcsapatokban
A Baltika csapatánál kezdte a pályafutását. A lett bajnokságban 1997-ben debütált, ahol a Liepājas Metalurgs színeiben 59 meccsen kilenc gólt szerzett középpályásként.
2001-ben a Skonto Riga csapatához igazolt, ahol egymás után három bajnoki címet nyert. 77 meccsen 41 gólt szerzett. 2003 végén az ukrán bajnokságban szereplő Dinamo Kijivhez került. Ugyanebben az évben az év lett labdarúgójának választották. Az első kijevi évében három gólt ért el a 2003–04-es UEFA-bajnokok ligájában, és ismét az év lett játékosa lett. A 2006–07-es szezon téli szünetében a spanyol első osztályú Getafe csapatához került fél évre kölcsönbe Ezután ismét kölcsönbe igazolt, ezúttal a horvát bajnokságban szereplő Hajduk Splithez. Az első 18 meccsén öt gólt szerzett, majd 2008 elején sérülést szenvedett, a következő hat hónapban nem tudott pályára lépni. A 2008–09-es szezonban kölcsönadták a Celta Vigónak. 2009-ben a görög Ergotéliszhez igazolt. 2011 és 2013 között a Bakı csapatában játszott, ahol 2012-ben kupagyőztes lett. 2013–14-es szezonban visszatért a görög együtteshez.
2014-ben tért vissza a Liepājas Metalurgshoz, ahol 9 mérkőzésen 1 gólt szerzett. 2019-ben fejezte be játékos pályafutását.

### A válogatottban
1999 júniusában debütált Görögország ellen, ahol a meccs egyetlen gólját szerezte. A 2004-es Európa-bajnokság selejtezőjében 10 meccsen 6 gólt ért el. A lett labdarúgó-válogatottal részt vett a 2004-es labdarúgó-Európa-bajnokságon. Ott lőtte Lettország első gólját egy kiemelkedő nemzetközi versenyen a Csehország elleni első csoportmérkőzésen. Összesen 104 mérkőzésen 29 gólt szerzett.

## Sikerei, díjai
- Ukrán bajnokság: 2004
- Ukrán kupa: 2005, 2006
- Ukrán szuperkupa: 2004, 2006
- Lett bajnokság: 2001, 2002, 2003
- Lett kupa: 2001, 2002
- Európa-bajnokságon való részvétel: 2004 (3 meccs/1 gól)
- Az év lett labdarúgója: 2003, 2004